# Zhengitettix
Zhengitettix is een geslacht van rechtvleugeligen uit de familie doornsprinkhanen (Tetrigidae). De wetenschappelijke naam van dit geslacht is voor het eerst geldig gepubliceerd in 1994 door Liang.

## Soorten
Het geslacht Zhengitettix omvat de volgende soorten:
- Zhengitettix curvispinus Liang, Jiang & Liu, 2007
- Zhengitettix hainanensis Liang, 1994
- Zhengitettix nigrofemurus Deng, Zheng & Wei, 2010
- Zhengitettix obliquespicula Zheng, Jiang & Liu, 2005
- Zhengitettix transpicula Zheng & Jiang, 2002
- Zhengitettix triangulari Zheng, Zeng & Ou, 2010